# Episodi di Ein Bayer auf Rügen (seconda stagione)
La seconda stagione della serie televisiva Ein Bayer auf Rügen è stata trasmessa in anteprima in Germania da Sat.1 tra il 14 marzo 1994 e il 13 febbraio 1995.
| nº | Titolo originale                 | Titolo italiano | Prima TV Germania | Prima TV Italia |
| -- | -------------------------------- | --------------- | ----------------- | --------------- |
| 1  | Durst wird durch Bier erst schön | inedito         | 14 marzo 1994     | inedito         |
| 2  | Musik liegt in der Luft          | inedito         | 21 marzo 1994     | inedito         |
| 3  | Manche Rosen blühen spät im Jahr | inedito         | 28 marzo 1994     | inedito         |
| 4  | Gefährliches Spiel               | inedito         | 11 aprile 1994    | inedito         |
| 5  | Valentin schlägt zurück          | inedito         | 18 aprile 1994    | inedito         |
| 6  | Aiblingers Erbe                  | inedito         | 25 aprile 1994    | inedito         |
| 7  | Der Kommandant                   | inedito         | 2 maggio 1994     | inedito         |
| 8  | Sag die Wahrheit                 | inedito         | 9 maggio 1994     | inedito         |
| 9  | Gemeinsamkeit macht stark        | inedito         | 16 maggio 1994    | inedito         |
| 10 | Der Bilderdieb                   | inedito         | 30 maggio 1994    | inedito         |
| 11 | Zwei gegen die Mafia             | inedito         | 23 gennaio 1995   | inedito         |
| 12 | Ein übermächtiger Gegner         | inedito         | 30 gennaio 1995   | inedito         |
| 13 | Unter falschem Verdacht          | inedito         | 6 febbraio 1995   | inedito         |
| 14 | Blinde Rache                     | inedito         | 13 febbraio 1995  | inedito         |